# پروژه گنوم
پروژه گنوم یک جامعه کاربری در پشت محیط دسکتاپ گنوم و پلتفرم نرم افزاری است که بر آن بنا شده است. این شامل همه توسعه دهندگان نرم افزار، هنرمندان، نویسندگان، مترجمان، سایر مشارکت کنندگان و کاربران فعال گنوم است. این دیگر بخشی از پروژه گنو نیست.  

## بنیاد گنوم
در آگوست 2000، بنیاد گنوم برای رسیدگی به وظایف اجرایی و علاقه مطبوعات، و به عنوان نقطه برقراری ارتباط برای شرکت های علاقه مند به توسعه نرم افزار گنوم راه اندازی شد. در حالی که بنیاد مستقیماً در تصمیم گیری های فنی دخالت ندارد، انتشارات را هماهنگ می کند و تصمیم می گیرد که کدام پروژه ها بخشی از GNOME باشند. عضویت برای هرکسی که مشارکت جزئی هم  در پروژه داشته باشد آزاد است.  اعضای بنیاد هر نوامبر یک هیئت مدیره را انتخاب می کنند و نامزدهای این سمت ها باید خود عضو باشند.

## برنامه ها و رویدادها
پروژه GNOME چندین برنامه و رویداد اجتماعی را برگزار می کند که معمولاً برای کاربران و توسعه دهندگان محلی طراحی شده است. گردهمایی اصلی مشارکت کنندگان گنوم، کنفرانس اروپایی کاربران و توسعه دهندگان گنوم (GUADEC) است، یک کنفرانس سالانه که برای بحث در مورد توسعه و پیشرفت گنوم استفاده می شود. ایده رویدادهای GUADEC به نشست توسعه دهندگان و کاربران گنوم در پاریس در سال 1998 نسبت داده شده است. یک کنفرانس سالانه آسیایی به نام GNOME.Asia نیز وجود دارد. گنوم همچنین در Desktop Summit شرکت کرد، که کنفرانس مشترکی است که توسط جوامع GNOME و KDE سازماندهی شده بود که در سال 2009 و 2011 در اروپا برگزار شد.
از جمله برنامه‌های اجتماعی این پروژه، Outreachy است که با هدف افزایش مشارکت زنان و بهبود منابع در دسترس برای کسانی که به تازگی در پروژه گنوم شروع به فعالیت کرده‌اند را بر آورده می‌سازد.[۸]

## همکاری با سایر پروژه ها
پروژه گنوم به طور فعال با سایر پروژه های نرم افزار رایگان همکاری می کند. تلاش های همکاری قبلی معمولاً بر اساس پروژه به پروژه سازماندهی می شد.  برای گسترش همکاری، پروژه freedesktop.org تاسیس شد.

## اهداف
این پروژه بر موارد ذکر شده زیر تمرکز دارد: 
- استقلال - هیئت مدیره به صورت دموکراتیک انتخاب می شود و تصمیمات فنی توسط مهندسانی که کار را انجام می دهند گرفته می شود.
- آزادی - زیرساخت‌های توسعه و کانال‌های ارتباطی عمومی هستند، کد را می‌توان آزادانه دانلود، اصلاح و به اشتراک گذاشت و همه مشارکت‌کنندگان از حقوق یکسانی برخوردارند.
- همبندی - در راستای پشتیبانی نرم افزار آزاد به فعالیت می‌پردازد.
- مردم - تأکید بر دسترسی و بین المللی سازی . [۴] گنوم به بیش از 40 زبان در دسترس است (حداقل 80 درصد رشته ها ترجمه شده است) [۴] و در حال ترجمه به 190 زبان است. [۵]